# Мишоко
Мишоко (Мишако, Мешако; адыг. Мышъэкъо) — река в России, протекает по Майкопскому району Республики Адыгеи. Устье реки находится к югу от посёлка Каменномостский, на 170 км правого берега реки Белой. Длина реки составляет 9,4 км, площадь водосборного бассейна — 21,9 км².
Высота истока — 980 м над уровнем моря. Высота устья — 410 м над уровнем моря.
Название происходит от адыг. Мышъэкъо — «медвежья долина», либо от слова адыг. мышкӏо — «жёлудь»).

## Данные водного реестра
По данным государственного водного реестра России относится к Кубанскому бассейновому округу, водохозяйственный участок реки — Белая. Речной бассейн реки — Кубань.
Код объекта в государственном водном реестре — 06020001112108100004557.